# Leukofärg
Leukofärg (från grekiskans λευκός leukos, vit) är ett färgämne som kan växla mellan två kemiska former, varav den ena är färglös. Reversibel förändring kan orsakas av värme, ljus eller pH-förändring, vilket resulterar i termokromism, fotokromism och halokromism. Irreversibel förändring inbegriper oftast reduktion eller oxidation. Den färglösa formen benämns ibland som leukoform.
Leukofärg bildar basen i termiskt skrivarpapper och vissa pH-indikatorer.